# Brookesia superciliaris
Brookesia superciliaris, ou camaleão-folha marrom, é uma espécie de camaleão nativo de Madagáscar.

## Distribuição
Esta espécie é endêmica da ilha de Madagascar, onde ocorre amplamente no leste úmido. Foi registrado entre 650 m e 1.250 m de altitude, e tem extensão de ocorrência estimada em 74.766 km².

## Descrição
O camaleão-folha marrom se distingue por seu corpo alongado, alto e achatado lateralmente.
O tamanho e a aparência deste camaleão variam consideravelmente, e pode ser qualquer tom de marrom, cinza, oliva, entre outros, mas geralmente exibe cores e padrões que imitam uma folha morta enrolada. Possui dois chifres pronunciados que se projetam da cabeça acima de cada olho e quatro escamas espinhosas que se projetam da garganta.

## Hábitos
Como outros camaleões-folha, ele é ativo durante o dia no chão da floresta e se empoleira acima do solo à noite na vegetação rasteira.
Os camaleões de folhas marrons têm um ritual de corte interessante no qual um macho se aproxima de uma fêmea com movimentos pronunciados de aceno e balanço. Uma fêmea não receptiva repele um macho reagindo com movimentos bruscos, enquanto uma fêmea receptiva caminha com o macho. Depois de algum tempo caminhando juntos, e antes do anoitecer, o macho monta na fêmea e é carregado em suas costas até que o casal copula no final da tarde ou à noite.